# Шавкунов, Пётр Егорович
Пётр Его́рович (Гео́ргиевич) Шавкуно́в (1824 или 1825 год, Пермь — 5 [17] июня 1885, Царское Село) — пермский купец 1-й гильдии, меценат, городской голова  в 1854—1855 и 1881—1885 гг. Потомственный почётный гражданин.
Родился в Перми в 1824 или 1825 году. Его предки происходили из купцов города Кунгура. Затем его дед и отец стали купцами 3-й гильдии в Перми, владели кожевенным заводом, а брат деда — Прокопий Андреевич Шавкунов был пермским городским головой в 1826—1829 гг. Сам Пётр Егорович достиг положения купца 1-й гильдии. Он активно занимался благотворительностью. После смерти отца в 1844 году, по его завещанию, начал строительство церкви Святой Троицы, также финансировал строительство церкви при тюремном замке. В 1860-х гг был членом Пермского губернского попечительства о тюрьмах и губернского попечительства детских приютов, в 1880-е гг — членом Пермского окружного правления Общества спасания на водах и Пермского местного управления Российского Красного Креста.
С 1854 по 1855 год и с 1 (13) мая 1881 года по 5 (17) июня 1885 года Шавкунов был пермским городским головой. В этот период в Перми были открыты: 30 августа (11 сентября) 1881 года — четырёхклассная женская прогимназия, 1 (13) августа 1882 года — ночлежный дом на 100 человек. Награждён орденами Святого Владимира 4-й степени и Святой Анны 2-й степени.
Умер 5 (17) июня 1885 года в Царском Селе. Похоронен 16 (28) июня в Перми на Архиерейском кладбище.